# ناحیه یونچنگ
یانچینگ (به لاتین: Yuncheng District) یک سکونت گاه مسکونی در جمهوری خلق چین است که در یانفو واقع شده‌است.

## خصوصیات
یانچینگ ۷۶۲ کیلومترمربع مساحت و ۳۱۴٬۱۸۸ نفر جمعیت دارد.